# Adolf Ernst (Politiker)
Adolf Ernst (* 14. September 1940 in Althütte) ist ein deutscher Politiker (FDP). Er war von 2002 bis 2006 Abgeordneter im Landtag von Sachsen-Anhalt.

## Leben und Beruf
Nach dem Besuch der Oberschule (1955–1959) und dem Abitur arbeitete Adolf Ernst als Dreher im Magdeburger Messgeräte- und Armaturenwerk.
Er qualifizierte sich in den 60er-Jahren zum Dipl.-Ingenieur für Anlagen- und Apparatebau.
Von 1967 bis 1986 arbeitete er als Schweißingenieur im VEB IMO Merseburg, 1987–1988 als Produktionsleiter Sanitärtechnik in Laucha, 1988–1990 als Produktionsleiter sowie als Schweißingenieur im Dampfkesselbau Billroda.

## Partei
Adolf Ernst trat 1966 der LDPD bei und ist heute Mitglied der FDP. Von 1993 bis 1997 war er Kreisvorsitzender der FDP im Burgenlandkreis.

## Öffentliche Ämter
Adolf Ernst war seit 1990 Mitglied im Kreistag des Burgenlandkreises, seit 1994 war er FDP-Fraktionsvorsitzender im Kreistag des Burgenlandkreises. Von 1990 bis 2001 amtierte er als Bürgermeister der Stadt Bad Bibra.
Bei der Landtagswahl 2002 wurde Ernst in den Landtag von Sachsen-Anhalt gewählt. Er war Sprecher für Städtebau und Wohnungswesen der FDP-Landtagsfraktion und betreute als Abgeordneter den Burgenlandkreis sowie Merseburg-Querfurt.
Aus Altersgründen verzichtete Ernst auf eine erneute Landtagskandidatur und schied 2006 aus dem Landtag aus.